# Dopesick (Album)
Dopesick ist das 1996 erschienene dritte Album der Sludge-Band EyeHateGod. Das Album wurde 2007 mit drei Bonustiteln wiederveröffentlicht.

## Geschichte
Nach der Veröffentlichung von Take as Needed for Pain nahmen EyeHateGod mehrere Lieder auf, die von verschiedenen Firmen als Singles und EPs vermarktet wurden und später als Demo-Kompilation Southern Discomfort gemeinsam veröffentlicht wurden. Vince LeBlanc ersetzte im Lauf dieser Veröffentlichungen Mark Schultz am Bass.  Im Herbst 1995 kam die Band sodann erneut zusammen, um ein weiteres Studioalbum einzuspielen, zum Teil griff die Band hierbei auf die bereits veröffentlichten Titel zurück. Drei dieser Stücke erschienen 2007 auf der Wiederveröffentlichung als Bonustitel.
Da es mit dem Label bereits im Vorfeld aufgrund der mangelnden Vermarktungsmöglichkeit zum Konflikt kam, mussten EyeHateGod Dopesick ohne jedwede finanzielle Unterstützung von Seiten der Produktionsfirma aufnehmen.

„Wir sind uns vollkommen im klaren darüber, daß man mit der Musik, die wir spielen, kaum Kohle machen kann. Wir arbeiten alle und verdienen uns so das Geld, das wir zum Leben brauchen. ‘Century Media’, unsere Plattenfirma, scheint das nicht zu kapieren. Sie verlangen, daß wir unseren Stil ändern, um Geld mit uns zu verdienen. Daraufhin wollten wir keine Platten mehr bei ihnen veröffentlichen und baten um Auflösung des Vertrags. Ihr einziger Kommentar: ‘Vergeßt es.’ Wir wollten deshalb Kohle, um die neue Platte einspielen zu können, und zwar endlich mal mit einem richtigen Produzenten. Sie wollten uns überhaupt kein Geld geben.
Das muß man sich mal vorstellen: Sie geben uns kein Geld, wollen aber, daß wir quasi für sie eine Platte einspielen, die gut genug ist, um sich zu verkaufen. Ein Witz!“

Billy Anderson, der unter anderem bereits für Neurosis und The Melvins gearbeitet hatte, produzierte das Album daher umsonst. Pepper Keenan von Corrosion of Conformity und dem mit Jimmy Bower und Phil Anselmo gegründeten gemeinsamen Projekt Down, agierte als Koproduzent. Das Album wurde im Side One Studio in New Orleans, Louisiana produziert, weshalb Sänger Mike Williams zwischen Brooklyn, New York City, seinem damaligen Wohnort, und New Orleans pendeln musste.

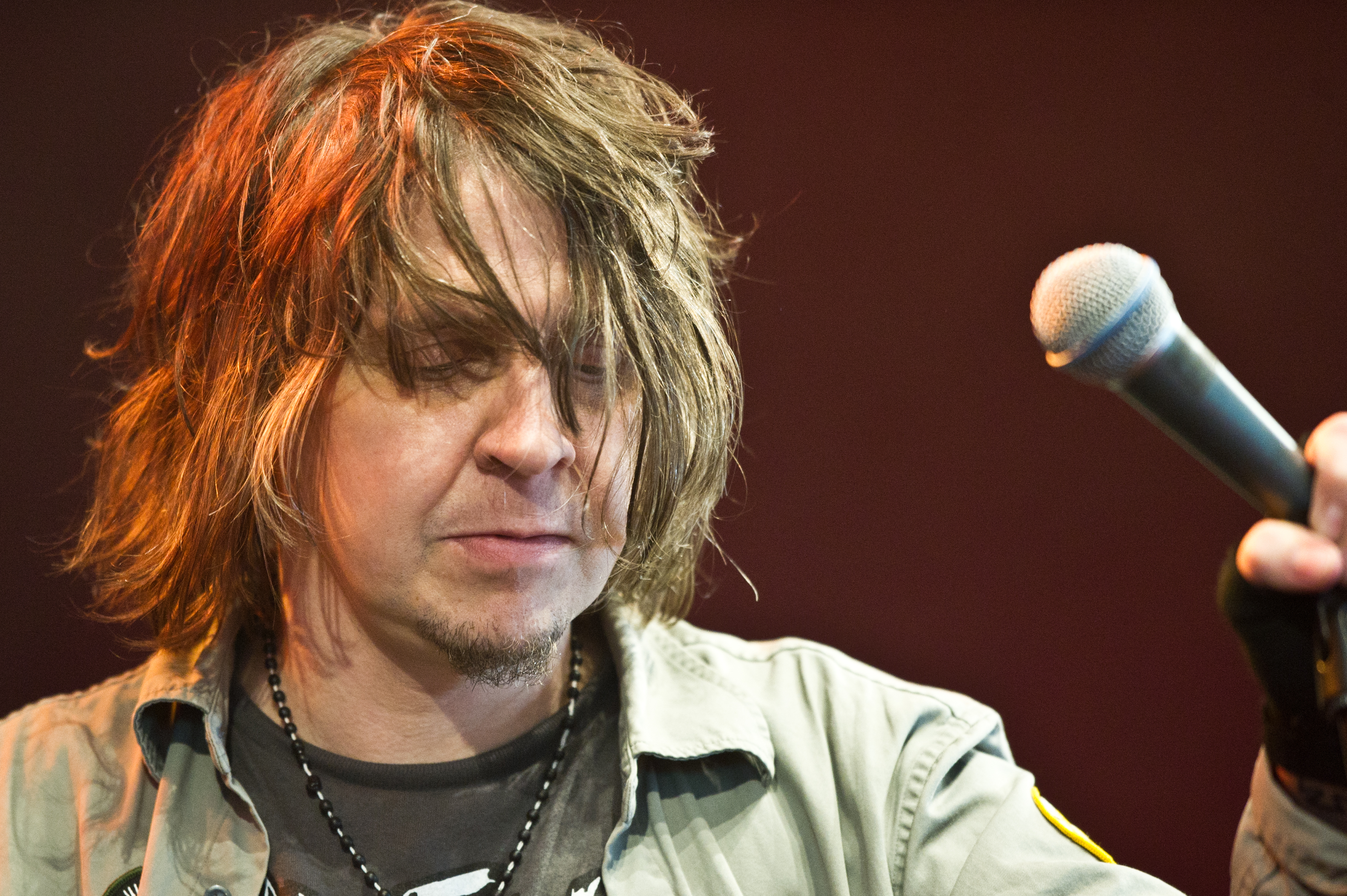
Sänger Mike IX Williams 2011 in Roskilde

Während der Aufnahmen ereignete sich ein Zwischenfall, welcher in Presse- und Fan-Kreisen bis hin zu Selbstverstümmelung und satanischen Ritualen verklärt wurde. Jimmy Bower schildert den Vorfall jedoch als weniger kontrovers:

„Wir wollten bei einigen Songs den Effekt von im Hintergrund zerspringendem Glas benutzen. Mike sang die Vocals in einem abgedunkelten Raum ein und schmiß dabei mit leeren Flaschen um sich. Irgendwann hörte er auf zu singen, er hatte sich in die Hand geschnitten und blutete wie ein Schwein. Auf einmal fing er an, mit seinem Blut so Sachen wie ‘Pig’ und ‘Satan’ an die Wände zu schmieren. Doch Billie Anderson[sic] (u. a. Neurosis), der als alter Freund umsonst produzierte, fand das gar nicht lustig und löste die fröhliche Runde auf. Als wir am nächsten Morgen ins Studio kamen, hatte ein Reinigungsdienst alles schon längst wieder entfernt. Keine große Sache also.“

In einem Interview mit dem Online-Magazin Spirit of Metal gab die Band an, dass sie das gesamte Album in einem Take aufgenommen habe. Hierzu habe die gesamte Band das Medikament Xanax eingenommen und Billy Anderson angewiesen, bisherige Aufnahmen zu verwerfen.
Mike Williams beschreibt die gesamten Aufnahmearbeiten als chaotisch und vergleicht die Studioarbeiten mit einer Nahtod-Erfahrung. Darüber hinaus beschreibt er den Titel des Albums als bezeichnend für die Umstände, unter denen Dopesick entstand. In diesem Zusammenhang bezeichnet er das Studio Side One als Studio Cocaine und erläutert, dass Patton und LaCaze die Mixarbeiten in einem Schauer aus Methamphetaminen vollzogen.

## Stil
Im Musikmagazin Intro wird das Album als chaotischer Mischmasch aus Black Sabbath und crustcoriger Atmosphäre beschrieben. Jordan F. ergänzt auf SputnikMusic.com diesen Vergleich um einen für die Band bereits bekanntem Vergleich, indem er die Kombination aus Black Sabbath und Black Flag anführt, den u. a. William York bereits für das Debüt In the Name of Suffering genutzt hatte. Jordan F. bezeichnet das Album jedoch als hardcore-lastiger gegenüber den früheren Veröffentlichungen. Auch William York bezeichnet das Album, im Vergleich mit anderen Veröffentlichungen der Band, als dichter und härter. York zufolge steht das Schlagzeug auf diesem Album stärker im Vordergrund, und die Gitarren klängen besonders fett.

## Kritik
William York bezeichnet Dopesick als das vermutlich schmerzvollste Album der Band. Eine Wirkung, die er am Titel Ruptured Heart Theory zu beschreiben versucht:

„‚Ruptured Heart Theory‘ is the one track that shows the band at its most distraught, with its feedback-spewing guitars, crashing cymbals, anguished vocals, and absolutely crawling tempo.“

„"Ruptured Heart Theory" ist der eine Titel, der die Band in ihrer tiefsten Verzweiflung zeigt, mit seinen feedback-speienden Gitarren, den krachenden Becken, der gequälten Stimme und dem endlos kriechendem Tempo.“

Im Musikmagazin Intro wird darüber hinaus die Leistung Billie Andersons hervorgehoben:

„Produzent Billy Anderson (MELVINS, NEUROSIS) hat genau das Richtige getan und den Sound so ursprünglich wie möglich gehalten, so daß ‚Dopesick‘ vor Authentizität nur so überbordet.“

## Titelliste
Titel 13–15 sind Bonustitel der Wiederveröffentlichung aus dem Jahr 2007. Alle drei Titel wurden bereits auf der 2000 erschienenen Kompilation Southern Discomfort veröffentlicht.
1. My Name Is God (I Hate You) – 5:21
2. Dogs Holy Life – 1:10
3. Masters of Legalized Confusion – 3:57
4. Dixie Whiskey – 2:55
5. Ruptured Heart Theory – 3:33
6. Non Conductive Negative Reasoning – 1:06
7. Lack of Almost Everything – 2:48
8. Zero Nowhere – 4:23
9. Methamphetamine – 1:59
10. Peace Thru War (Thru Peace and War) – 1:46
11. Broken Down But Not Locked Up – 3:47
12. Anxiety Hangover – 4:56
13. Peace Thru War (Thru Peace and War) (Alternate version) – 1:48
14. Depress (Alternate version) – 4:06
15. Dopesick Jam – 16:02